# Xenopachys matthiesseni
Xenopachys matthiesseni là một loài bọ cánh cứng trong họ Cerambycidae.